# 남원 만복사지 오층석탑
남원 만복사지 오층석탑(南原 萬福寺址 五層石塔)은 대한민국 전북특별자치도 남원시 왕정동, 만복사지에 있는 오층석탑으로 고려 말과 조선 초의 과도기적인 양식을 보이는 탑파이다. 1963년 1월 21일 대한민국의 보물 제30호로 지정되었다.

## 외형
이 탑은 높이 약 5.5m의 4층 석탑으로 옥신석(屋身石) 밑에 받침돌을 깐 것은 고려시대의 강릉 신복사지 삼층석탑(神福寺址塔)이나 서울 홍제동 오층석탑(弘濟洞塔) 등을 모방한 것으로 보인다. 옥개석(屋蓋石)의 층급받침은 얕게 2단으로 되고 기단부는 간단한 지대석으로 변했다. 둔하면서도 백제탑의 여운을 남기는 옥개석의 긴 처마가 지역적인 특성을 나타낸다.

## 개요
고려시대에 승려 도선이 창건하였다고 전하는 만복사의 옛터에 서 있는 탑이다. 원래 이곳에는 절터 중앙에 목탑이 있었던 것으로 추정되고 있으며, 1979년부터 1985년까지 7차에 걸친 발굴조사로 많은 건물지와 다수의 유물이 발견되었다. 현재 탑은 4층까지만 남아있고, 5층 이상은 모두 없어졌다.
탑의 받침대 역할을 하고 있는 기단부(基壇部)는 땅에 파묻혀 있는데, 이는 훗날 이 지역의 땅바닥이 높아졌기 때문으로 보고 있다. 탑신부의 1층 몸돌은 대단히 높고 2층 이상은 약 3분의 1로 크기가 줄어 들었다. 몸돌에는 모서리마다 기둥 모양을 조각하였고, 지붕돌은 밑면 전체가 위로 들려 있어, 마치 목조건축의 지붕을 보고 있는 듯하다. 특이한 점은 각 지붕돌 위에 몸돌을 괴기 위한 별도의 네모난 돌이 끼워져 있는 것으로, 당대 석탑의 특징을 보여주는 한 예이다.
이 탑은 고려 문종 때인 11세기에 세워진 것으로, 1968년 이 탑을 보수하다가 탑신의 1층 몸돌에서 사리장치가 발견되기도 하였다.

## 같이 보기
- 남원 만복사지 - 사적 제349호

## 참고자료
- 만복사지 오층석탑 - 국가유산청 국가유산포털